# 정승원 (배우)
정승원(1997년 3월 15일 ~ )는 대한민국의 배우이다. 2008년 kt 기업광고 무궁화위성편으로 데뷔하였다.

## 학력
- 용정초등학교 (졸업)
- 화수중학교 (졸업)
- 서정고등학교 (졸업)
- 인하대학교 연극영화과 (재학)

## 연기 활동

### 영화
- 2010년 《포화 속으로》... 인민군 소년병 역
- 2011년 《서유기 리턴즈》... 어린 사오정 역
- 2011년 《겨울나비》...김진호 역
- 2014년 《스톤》... 철호 역

### 드라마
- 2010년 PBC 순교사극 《동정부부 요안 루갈다》 ...경도 역
- 2010년 MBC 특별기획드라마 《로드 넘버 원》 ... 중공군 나팔수 역
- 2010년 SBS 대하드라마 《자이언트》 ... 어린 염시덕 역
- 2011년 KBS1 단막극 《HD TV문학관 - 엄지네》 ... 현우 역
- 2012년 tvN 미니시리즈 《아이 러브 이태리》 ... 고대기 역
- 2012년 JTBC 미니시리즈 《발효가족》 ... 소년 역
- 2013년 KBS2 아침드라마 《삼생이》 ... 어린 석창식 역

### 광고
- 국정홍보처
- 롯데 알파보이
- 삼성기업PR
- 재능교육
- 죠크박
- 천재교육
- 한국전기안전공사
- KT

### 더빙
- 눈높이대교
- 러시아 자연사박물관
- 마법천자문체험전
- 삼정전자 또하나의가족
- 웅진 씽크빅

## 수상 경력
- 베어캐슬 모델대회 장려상
- 베이비 홈넷 포토스타상
- 동아닷컴 마이별 본선진출 대상